# Synagoge (Lutomiersk)

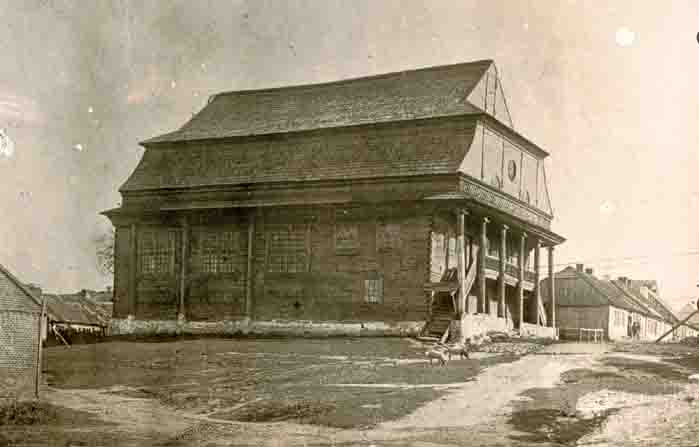
Synagoge in Lutomiersk

Die Synagoge in Lutomiersk, einer polnischen Stadt in der Woiwodschaft Łódź, wurde im späten 18. Jahrhundert erbaut und höchstwahrscheinlich im Ersten Weltkrieg zerstört.

## Geschichte
Die Daten sind nicht ganz klar; als Erbauungszeitpunkt werden die Jahre 1763 bis 1765 angenommen; es gibt aber auch Hinweise auf die frühen 1780er Jahre.
Ebenso nimmt man an, dass die Synagoge zu Beginn des Ersten Weltkriegs (1914 oder 1915) durch ein Feuer zerstört wurde. Fotografien von 1919 und 1921 zeigen andererseits das Gebäude, wobei nicht klar ist, wie zuverlässig deren Datierung ist. Ein weiteres Bild soll die Synagoge 1930 zeigen; dies würde aber bedeuten, dass sie kurz nach dem Krieg wieder vollständig aufgebaut wurde, was sehr unwahrscheinlich ist.

## Architektur
Die Synagoge bestand aus dem Gebetsraum der Männer sowie im Westen vorgelagert einem Vestibül mit einem weiteren Raum. Darüber befand sich die Empore für die Frauen. Diese ragte ein kleines Stück über die Wand in die Halle hinein.
Vor dem Eingang war ein Portikus mit zwei symmetrisch angeordneten Treppen zu einer kleinen Veranda und dem Eingang der Frauen.
Die Haupthalle hatte an den Seiten im Süden und im Norden je drei große quadratische Fenster (und wahrscheinlich zwei im Osten). Vorhalle und Frauenraum hatten unten ein und oben zwei kleinere Fenster. Im Südwesten war ein zusätzlicher Eingang zum Vestibül.
Das Dach war zweistufig; über einem Fries waren ein Mansardgiebeldach und darüber ein kurzes Walmdach, das in ein Giebeldach überging. Die Giebel waren durch Pilaster unterteilt; der untere hatte noch symmetrisch angeordnet zwei halbkreisförmige Fenster und in der Mitte darüber ein Okulus.
Der Hauptraum war 15,27 × 15,60 m groß. Er war durch zwei Reihen von je vier Holzsäulen ähnlich Kirchenschiffen in drei Längsräume unterteilt; in der Mitte mit 10,00 m Breite und an den Seiten je 2,80 m. Auch die Frauenempore war durch je zwei Säulen so gegliedert.
Die achteckige Bima stand in der Mitte des Raumes; über ihr wölbte sich eine Kuppel unter das Dach.
Der Toraschrein an der Ostwand war ein zwischen zwei Säulen angeordneter Schrank. Darüber waren zwei Adler übereinander mit einer Krone dazwischen angebracht. Diese waren vergoldet; die Wände waren mit hellblauer Farbe angestrichen.